# Droga krajowa B272 (Niemcy)
Droga krajowa B272 (Bundesstraße 272) – niemiecka droga krajowa przebiegająca w całości w granicach kraju związkowego Nadrenia-Palatynat. Liczy 15 km i łączy Landau in der Pfalz z Schwegenheim.